# Kierunek ewakuacyjny
Kierunek ewakuacyjny - określone drogi prowadzące od linii frontu na zaplecze, którymi wyprowadza się wojska z walki, wywozi rannych, chorych i porażonych, ewakuuje ludność, jeńców, urządzenia przemysłowe i inne dobra stanowiące majątek państwowy.